# Trotton
Trotton är en by i civil parish Trotton with Chithurst, i distriktet Chichester, i grevskapet West Sussex i England. Byn är belägen 18 km från Chichester. Trotton var en civil parish fram till 1974 när blev den en del av Trotton with Chithurst och Milland. Civil parish hade 475 invånare år 1961. Byn nämndes i Domedagsboken (Domesday Book) år 1086, och kallades då Traitone.